# Piacenza Football Club 1972-1973
Questa pagina raccoglie le informazioni riguardanti il Piacenza Football Club nelle competizioni sportive della stagione 1972-1973.

## Stagione
Nella stagione 1972-1973 il Piacenza ha disputato il girone A della Serie C, piazzandosi con 37 punti in nona posizione di classifica. Il torneo è stato vinto dal Parma con 52 punti, promosso in Serie B, dopo aver vinto lo spareggio con l'Udinese, col quale aveva condiviso il primo posto. Sono retrocessi il Rovereto con 32 punti, la Cossatese con 31 punti ed il Verbania con 20 punti.
Nel Piacenza il nuovo presidente è Luigi Loschi che conferma nel ruolo di allenatore Giancarlo Cella. Dal mercato estivo arrivano in biancorosso il mediano Mario Guidetti dal Verbania, l'ala Ferdinando Rossi dal Torino, l'interno Piero Pittofrati dal Brescia ed il centravanti Giambattista Motta, che nelle prime battute del campionato delude le aspettative, poi nel mercato autunnale arrivano lo svincolato Giovanni Vastola e dal Treviso il mediano Lorenzo Righi, mentre Piero Pittofrati arrivato da tre mesi, viene ceduto al Messina. Con 8 reti in 26 partite risulta il neoarrivato Giovanni Vastola il miglior marcatore stagionale piacentino, giunto a Piacenza al termine di una brillante carriera. Alla chiusura del girone di andata il Piacenza è penultimo, ma nel ritorno riesce a risalire la china e a raggiungere l'obiettivo di salvare la categoria, con la soddisfazione di battere a metà aprile al Galleana il Parma (1-0) che salirà in Serie B.

## Rosa
| N. |                   | Ruolo | Calciatore          |
| -- | ----------------- | ----- | ------------------- |
|    | Italia (bandiera) | D     | Bruno Avere         |
|    | Italia (bandiera) | D     | Alessandro Ballotta |
|    | Italia (bandiera) | D     | Fausto Bersani      |
|    | Italia (bandiera) | C     | Enrico Burlando     |
|    | Italia (bandiera) | P     | Leandro Casagrande  |
|    | Italia (bandiera) | D     | Franco Cornaro      |
|    | Italia (bandiera) | C     | Flavio Del Barba    |
|    | Italia (bandiera) | D     | Giovanni Fagan      |
|    | Italia (bandiera) | C     | Salvatore Fermi     |
|    | Italia (bandiera) | D     | Mario Grechi        |
|    | Italia (bandiera) | C     | Mario Guidetti      |

| N. |                   | Ruolo | Calciatore         |
| -- | ----------------- | ----- | ------------------ |
|    | Italia (bandiera) | A     | Claudio Ingrassia  |
|    | Italia (bandiera) | P     | Stefano Lazzara    |
|    | Italia (bandiera) | C     | Ernesto Meraviglia |
|    | Italia (bandiera) | A     | Franco Migliorati  |
|    | Italia (bandiera) | A     | Giambattista Motta |
|    | Italia (bandiera) | C     | Piero Pittofrati   |
|    | Italia (bandiera) | C     | Lorenzo Righi      |
|    | Italia (bandiera) | A     | Ferdinando Rossi   |
|    | Italia (bandiera) | D     | Felice Secondini   |
|    | Italia (bandiera) | A     | Giovanni Vastola   |

## Stagione

### Serie C girone B

#### Girone di andata
| Piacenza 17 settembre 1972 1ª giornata | Piacenza           | 0 – 0 | Alessandria | Stadio Galleana\| Arbitro: \| V. Lattanzi (Roma) \| |
| Arbitro:                               | V. Lattanzi (Roma) |       |             |                                                     |

| Verbania 24 settembre 1972 2ª giornata | Verbania         | 0 – 0 | Piacenza | Stadio Carlo Pedroli\| Arbitro: \| Fuschi (Pescara) \| |
| Arbitro:                               | Fuschi (Pescara) |       |          |                                                        |

| Arbitro: | Pesciarelli (Roma) |

|  |           |                         |
|  | Marcatori | 12’ Bonanomi 77’ Maioni |

| Rovereto 8 ottobre 1972 4ª giornata | Rovereto            | 0 – 0 | Piacenza | Stadio Quercia\| Arbitro: \| Menicucci (Firenze) \| |
| Arbitro:                            | Menicucci (Firenze) |       |          |                                                     |

| Arbitro: | Lops (Torino) |

|                                    |           |  |
| Migliorati 1’ Ingrassia 14’ (rig.) | Marcatori |  |

| Arbitro: | Tempio (Catania) |

|             |           |  |
| Tosetto 92’ | Marcatori |  |

| Arbitro: | Vaccaro (Torino) |

|  |           |               |
|  | Marcatori | 86’ Mondonico |

| Seregno 5 novembre 1972 8ª giornata | Seregno           | 0 – 0 | Piacenza | Stadio Ferruccio Trabattoni\| Arbitro: \| Mattei (Macerata) \| |
| Arbitro:                            | Mattei (Macerata) |       |          |                                                                |

| Arbitro: | Romanetti (Messina) |

|                    |           |  |
| Ardemagni 71’, 88’ | Marcatori |  |

| Arbitro: | Lapi (Firenze) |

|  |           |             |
|  | Marcatori | 85’ Bassini |

| Arbitro: | Baldoni (Ancona) |

|                      |           |              |
| Sega 50’ (rig.), 75’ | Marcatori | 45’ Burlando |

| Piacenza 3 dicembre 1972 12ª giornata | Piacenza      | 0 – 0 | Udinese | Stadio Galleana\| Arbitro: \| Lupi (Genova) \| |
| Arbitro:                              | Lupi (Genova) |       |         |                                                |

| Trento 10 dicembre 1972 13ª giornata | Trento             | 0 – 0 | Piacenza | Stadio Briamasco\| Arbitro: \| Clerico (Chiavari) \| |
| Arbitro:                             | Clerico (Chiavari) |       |          |                                                      |

| Piacenza 17 dicembre 1972 14ª giornata | Piacenza               | 0 – 0 | Cossatese | Stadio Galleana\| Arbitro: \| F. Lattanzi (Macerata) \| |
| Arbitro:                               | F. Lattanzi (Macerata) |       |           |                                                         |

| Arbitro: | Barboni (Firenze) |

|             |           |  |
| Frisoni 51’ | Marcatori |  |

| Arbitro: | D'Astore (Lecce) |

|                           |           |                         |
| Inferrera 74’ (rig.), 91’ | Marcatori | 8’ Meraviglia 64’ Rossi |

| Arbitro: | Martinelli (Catanzaro) |

|           |           |              |
| Rossi 34’ | Marcatori | 76’ Ardizzon |

| Arbitro: | Frasso (Capua) |

|             |           |  |
| Vastini 60’ | Marcatori |  |

| Arbitro: | Chiapponi (Livorno) |

|                        |           |  |
| Guidetti 40’ Rossi 70’ | Marcatori |  |

#### Girone di ritorno
| Arbitro: | Scolari (Verona) |

|                      |           |                     |
| Musa 39’ (rig.), 67’ | Marcatori | 11’, 62’ Migliorati |

| Arbitro: | Morato (Padova) |

|           |           |  |
| Rossi 27’ | Marcatori |  |

| Arbitro: | Turiano (Reggio Calabria) |

|          |           |  |
| Stara 4’ | Marcatori |  |

| Piacenza 25 febbraio 1973 23ª giornata | Piacenza        | 0 – 0 | Rovereto | Stadio Galleana\| Arbitro: \| Schena (Foggia) \| |
| Arbitro:                               | Schena (Foggia) |       |          |                                                  |

| Arbitro: | Benedetti (Roma) |

|             |           |             |
| Armanni 79’ | Marcatori | 54’ Vastola |

| Arbitro: | Lanzetti (Viterbo) |

|             |           |  |
| Vastola 24’ | Marcatori |  |

| Cremona 26 marzo 1973 26ª giornata | Cremonese          | 0 – 0 | Piacenza | Stadio Giovanni Zini\| Arbitro: \| Zacchetti (Milano) \| |
| Arbitro:                           | Zacchetti (Milano) |       |          |                                                          |

| Arbitro: | Grassi (Savona) |

|            |           |              |
| Vastola 9’ | Marcatori | 36’ Regonesi |

| Arbitro: | Laurenti (Padova) |

|                                       |           |                |
| Vastola 1’, 70’ (rig.) Migliorati 35’ | Marcatori | 44’ Corbellini |

| Arbitro: | Esposito (Torre Annunziata) |

|                    |           |                            |
| Bassini 53’ (rig.) | Marcatori | 16’, 23’ Rossi 76’ Vastola |

| Arbitro: | Schena (Foggia) |

|               |           |  |
| Migliorati 3’ | Marcatori |  |

| Udine 29 aprile 1973 31ª giornata | Udinese            | 0 – 0 | Piacenza | Stadio Moretti\| Arbitro: \| Lanzetti (Viterbo) \| |
| Arbitro:                          | Lanzetti (Viterbo) |       |          |                                                    |

| Arbitro: | Testuzza (Genova) |

|                |           |              |
| Migliorati 25’ | Marcatori | 81’ Rampanti |

| Arbitro: | Baldoni (Ancona) |

|             |           |                                   |
| Borgato 85’ | Marcatori | 50’ (rig.) Vastola 28’ Meraviglia |

| Arbitro: | Medeghini (Brescia) |

|                    |           |                    |
| Vastola 50’ (rig.) | Marcatori | 78’ (rig.) Frisoni |

| Arbitro: | F. Lattanzi (Macerata) |

|           |           |  |
| Righi 79’ | Marcatori |  |

| Arbitro: | Benedetti (Roma) |

|              |           |  |
| Modonese 58’ | Marcatori |  |

| Arbitro: | Zacchetti (Milano) |

|              |           |  |
| Guidetti 19’ | Marcatori |  |

| Arbitro: | Frasso (Capua) |

|                        |           |             |
| Bonacina 8’ Nordio 42’ | Marcatori | 54’ Cornaro |